# Bogdan IV Lăpușneanu
Pour les articles homonymes, voir Bogdan.
Bogdan IV Lăpușneanu (né le 19 mai 1555 - mort en 1574), est prince de Moldavie de 1568 à 1572. En principauté de Moldavie la monarchie était élective, comme en Pologne, Transylvanie et Valachie voisines, et le prince (voïvode, hospodar ou domnitor selon les époques et les sources) était élu par (et le plus souvent parmi) les boyards : pour être nommé, régner et se maintenir, il s'appuyait fréquemment sur les puissances voisines, habsbourgeoise, polonaise ou ottomane.

## Origine
Bogdan IV est le fils d'Alexandru IV Lăpușneanu et de Ruxandra, fille du prince Pierre IV Rareș. Il est proclamé prince de Moldavie à l'abdication de son père le 16 mars 1568.

## Règne
Bogdan IV Lăpușneanu se trouve d'abord sous la régence de sa mère Ruxandra jusqu'au décès de cette dernière le 21 novembre 1570 ; il prête en 1569 un serment de vassalité au roi de Pologne Sigismond II Auguste. 
Bogdan IV gouverne ensuite seul, mais faible et inexpérimenté, il est renversé en février 1572 par Ioan II Voda, qui avait obtenu l'investiture des Ottomans (la Moldavie étant alors tributaire de la « Sublime Porte »). Bogdan se retire à Hotin auprès du palatin de Pologne Jazlowieski. Il passe ensuite à Vienne, puis se rend en Saxe à Dresde, à Paris, à Copenhague. Il gagne enfin Moscou, où l'on prétend que le tsar Ivan le Terrible, devenu paranoïaque et l'accusant d'hérésie, l'aurait fait coudre dans un sac et jeter à l'eau vers 1575.

## Union et postérité
Il avait épousé vers 1571 une princesse Paniczewska, sœur d'un noble polonais Kaspar Paniczewski, dont il eut :
- Alexandru cel Rău prince de Moldavie et de Valachie.

## Sources
- Grigore Ureche Chronique de Moldavie. Depuis le milieu du XIVe siècle jusqu'à l'an 1594 Traduite et annoté par Emile Picot Ernest Leroux éditeur Paris 1878. Réédition Kessinger Legacy Reprints  (ISBN 9781167728846) p. 469-473.
- (ro) Constantin C. Giurescu & Dinu C. Giurescu, Istoria Românilor Volume II (1352-1606), Editura Ştiinţifică şi Enciclopedică, Bucureşti, 1976, p. 296-298.
- Jean Nouzille La Moldavie, Histoire tragique d'une région européenne, Ed. Bieler,  (ISBN 2-9520012-1-9).